# Riwna
Riwna (ukr. Рівна) – wieś na Ukrainie, w obwodu lwowskiego, w rejonie lwowskim (wcześniej w rejonie przemyślańskim), nad Studennym Potokiem, dopływem Gniłej Lipy.